# Escoriandoli
Escoriandoli è un film del 1996 scritto e diretto da Antonio Rezza e Flavia Mastrella. Il film segue la tecnica degli episodi concatenati, ossia la fine di ognuno dei cinque episodi corrisponde all'inizio dell'episodio seguente.

## Trama
Durante un funerale avviene una tresca clandestina tra Giuliano, il fratello del defunto, e Tarcisia, la moglie del morto, alimentata dalle "idee putrefatte" che escono ogni tanto dalla bocca del morto; con l'arrivo del becchino Rolando e dei suoi compari, giunti all'alba per prelevare la bara, i due sono obbligati a nascondersi dentro di essa. Rolando conosce Ida, una giovane donna insoddisfatta del suo matrimonio con Fiore, un vecchio che non fa altro che leggere il giornale e dormire. Tra i due sboccia l'amore, ma all'improvviso Rolando viene colpito da senescenza fulminante mentre Fiore, che ha saputo da Ida di aver conosciuto un altro uomo, inizia a ringiovanire a vista d'occhio. 
Quando Rolando va a vivere da Ida, Fiore lo avverte dicendogli che si è scavato la propria fossa. Fiore esce, deciso ad iniziare una nuova vita, ma viene investito da una macchina; la macchina è guidata dal signor Filippo Proprietario, imprenditore di successo e padre di Sabrina, una ragazza che ha perso ogni tipo di interesse per ogni tipo di cosa. Allora i suoi genitori si rivolgono a una Comunità Contro, un centro guidato dalla professoressa Coatta (Antonio Rezza) che cerca di neutralizzare chi non rispetta il buon gusto. 
Sabrina sarà l'ennesima vittima del sistema; il poeta Giacane entra in una profonda crisi esistenziale e viene travolto dai sensi di colpa per aver calpestato, su un autobus affollato, il piede ad un grassone a cui ha chiesto scusa ma non ha ottenuto il perdono. Aiutato dalla fedele amica fotografa Lauretta cercherà di fare ogni cosa per ottenere il perdono. Purtroppo, morirà senza di esso. Lauretta si vendicherà uccidendo il ciccione responsabile della morte di Giacane; sul luogo del delitto accorre Elio, un presenzialista che si definisce "l'uomo che vive all'epicentro della massa". Un giorno, però, il suo corpo sembra non voler andare dove vuole la sua mente e quindi dovrà fare i conti con un "corpo anarchico", tagliandoselo poco a poco finché non si ritroverà con solo la testa funzionante.

## Costi ed incassi
Il film ottiene un finanziamento pubblico equivalente a 470.492 euro, incassandole solo l'equivalente di 37.914 euro.